# Talízino
Talízino (en rus: Талызино) és un poble de l'óblast de Vladímir, a Rússia, segons el cens del 2010 tenia 137 habitants. Pertany al districte municipal de Múrom.